# 民主党公開大反省会
民主党公開大反省会（みんしゅとうこうかいだいはんせいかい）とは、2013年（平成25年）5月11日に、東京都中央区日本橋で民主党によって主催された集会である。この集会には、菅直人や枝野幸男や長妻昭なども参加した。集会の模様はニコニコ生放送とUstreamで生中継された。当初の予定よりも多くの参加申し込みが集まったため、会場を変更して定員を増加した。
2009年の第45回衆議院議員総選挙における政権交代で、日本国民の期待を受けて民主党政権が発足したものの、マニフェストの現実性や外交問題や東日本大震災などで政権への信頼が大きく揺らいだ。政権交代から3年半が経った時期に、諸問題の第一線を担った元内閣総理大臣や元国務大臣たちが、国家運営の苦悩や葛藤を語り、若者と共に新たな日本を考えていくという集会であった。
この集会では、菅直人や枝野幸男は政権運営について反省はしたものの、野党であった自民党や官僚や小沢一郎への批判をしたり、責任転嫁をしていたため、会場内からは反省しているようには見えないとの声が上がった。菅は「党と内閣の関係がぎくしゃくした事が国民の信頼を失った大部分」や「東日本大震災においてはSPEEDIはもっと早い段階で把握して避難の参考にするべきだった」などと語った。また菅はもう一度民主党が政権を取っても、首相はやりたくないと語った。